# Władysław Silnicki
Władysław Silnicki herbu Doliwa (ur. ok. 1620, zm. 8 lutego 1692) – polski duchowny rzymskokatolicki, biskup pomocniczy wileński, kanonik katedralny gnieźnieński i wileński, proboszcz koniecpolski, sekretarz królewski.

## Życiorys
Syn stolnika lubelskiego Stanisława ze Silnicy herbu Doliwa i Zofii Mazowieckiej herbu Dołęga.
15 lutego 1683 papież Innocenty XI mianował go biskupem pomocniczym wileński oraz biskupem in partibus infidelium termopolitańskim. 14 listopada 1683 przyjął sakrę biskupią z rąk biskupa wileńskiego Mikołaja Stefana Paca.